# Malasia en los Juegos Paralímpicos de Heidelberg 1972
Malasia estuvo representada en los Juegos Paralímpicos de Heidelberg 1972 por cuatro deportistas masculinos. El equipo paralímpico malasio no obtuvo ninguna medalla en estos Juegos.